# Datnioides pulcher
Datnioides pulcher е вид лъчеперка от семейство Datnioididae. Видът е критично застрашен от изчезване.

## Разпространение
Разпространен е във Виетнам, Камбоджа и Лаос.
Регионално е изчезнал в Тайланд.